# Breitensteinia
Breitensteinia — рід риб з підродини Parakysinae родини Akysidae ряду сомоподібних. Має 3 види. Названий на честь німецького зоолога Генріха Брайтенштайна.

## Опис
Загальна довжина представників цього роду коливається від 7,5 до 22 см. Голова широка, сплощена зверху, вкрита дрібними горбиками. Очі великі (лише у B. insignis — невеликі). Є 2 пари вусиків. Тулуб подовжений. Спина трохи піднята. Скелет складається з 42-45 хребців. Спинний плавець має 4-5 м'яких променів і 1 колючий. Грудні та черевні плавці невеличкі. Анальний плавець має 9-10 м'яких променів. У самців є генітальний сосочок позаду ануса. Жировий плавець дуже низький. Хвіст сильно витягнутий і тонкий. Хвостовий плавець має 11-12 променів.
Забарвлення спини та боків різне: однотонне коричневе; світло-коричневе, черево — кремове, голова коричнева зі світлими плямами.

## Спосіб життя
Зустрічаються у невеличких річках. Активні переважно у присмерку. Живляться переважно креветками, також іншими водними безхребетними.

## Розповсюдження
Мешкають на островах Суматра та Калімантан (Індонезія).

## Види
- Breitensteinia cessator
- Breitensteinia hypselurus
- Breitensteinia insignis